# Mordellistena dvoraki
Mordellistena dvoraki is een keversoort uit de familie spartelkevers (Mordellidae). De wetenschappelijke naam van de soort is voor het eerst geldig gepubliceerd in 1956 door Ermisch.